# グナエウス・マンリウス・キンキナトゥス
グナエウス・マンリウス・キンキンナトゥス（ラテン語: Gnaeus Manlius Cincinnatus、- 紀元前480年）は共和政ローマ初期の政務官。紀元前480年にコンスル（執政官）を務めた。

## 出自
パトリキ（貴族）でるマンリウス氏族の出身。マンリウス氏族としてはキンキンナトゥスが最初の執政官であった。父の名前はプブリウスである。

## 経歴
紀元前480年に執政官に就任。同僚執政官はマルクス・ファビウス・ウィブラヌスであった。
この年、ローマはパトリキとプレプス（平民）の対立が激化し、これを見た近隣のエトルリア都市であるウェイイがローマに挑んだ。ウェイイ軍は他のエトルリアからの援軍で強化されていた。
両執政官は兵士が訓練不足であるということから戦場に出さないでいたが、エトルリア騎兵が繰り返し略奪を行ったことにより戦闘は避けられなくなってきた。若いローマ兵達は不満の声を上げ、執政官に出撃を求めたがそれは拒否された。やがてエトルリア人からの罵倒はますます激しくなり、今度はローマの全兵士が執政官のもとに出撃命令を出せと詰め寄った。キンキナトゥスはこれに譲歩しようとしたが、他方ウィブラヌスはこう発言した。「兵士達が勝利することはわかっているが、彼らが勝利を願っているのかがわからない。兵達が勝利者として戻ってくると神に誓わない限り、私は出撃命令を出さない」この言葉を聴いて、ケントゥリオ（百人隊長）の一人であるマルクス・フラウォレイウスが最初にユーピテルとマールス・グラウディウスに宣誓を行い、続いて全兵士が勝利を神に誓った。 一度戦闘が始まると、ローマ軍は勇敢に戦い、特に執政官の兄であるクィントゥス・ファビウス・ウィブラヌスは戦死した。戦列の反対側で戦っていたキンキンナトゥスは重症を負い、一旦戦線を離れざるを得なかった。キンキンナトゥスの兵が崩壊しそうになったときに、ウィウラヌスが到着し、キンキンナトゥスが死んでいないことを告げた。キンキンナトゥスも再び戦場に戻り、兵士達を安心させた。
優勢となったエトルリア軍はローマ軍野営地を攻撃し、予備兵力の防御を打ち破って突入した。攻撃の報告が届くと、キンキンナトゥスは兵を野営地の出口に配置し、エトルリア兵を包囲した。逆に窮地に陥ったエトルリア軍は脱出を試み、キンキンナトゥスの本営に突撃をかけ、さらに弓矢で反撃した。この最後の突撃でキンキンナトゥスは圧倒され、致命傷を負った。ローマ軍は再びパニックとなったが、士官の一人がキンキンナトゥスの遺体を動かし、あえてエトルリア兵に脱出路を与えた。脱走するエトルリア兵をウィブラヌスが追撃し撃破した。
戦闘はローマの大勝利に終わり、元老院は凱旋式を提案したが、同僚執政官のキンキンナトゥスや兄クィントゥス・ファビウスが戦死したことを理由に、ウィブラヌスはこれを辞退した。

## 参考資料
- ティトゥス・リウィウス『ローマ建国史』
- ハリカルナッソスのディオニュシオス『ローマ古代誌』
- オロシウス『異教徒に反論する歴史』
- T. R. S. Broughton (1951). The Magistrates of the Roman Republic Vol.1. American Philological Association